# سيموني كورازا
سيموني كورازا (بالإيطالية: Simone Corazza)‏ (21 مارس 1991 في إيطاليا - ) هو لاعب كرة قدم إيطالي في مركز الهجوم. لعب مع نادي سامبدوريا ونادي فينيزيا ونادي نوفارا ونادي سودتيرول وValenzana Mado ‏ وPortogruaro Calcio ASD ‏.

## وصلات خارجية
- سيموني كورازا على موقع قاعدة بيانات كرة القدم.إي يو (الإنجليزية)
- سيموني كورازا على موقع Soccerway.com (الإنجليزية)
- سيموني كورازا على موقع عالم كرة القدم.نت (الإنجليزية)